# Dianética: la ciencia moderna de la salud mental
Dianética: la ciencia moderna de la salud mental es el mayor best seller de todos los tiempos acerca de la mente, un libro de L. Ronald Hubbard sobre dianética, un sistema que se desarrolló a partir de una combinación de experiencia personal, principios básicos de la filosofía oriental y el trabajo de Sigmund Freud,  fundador del psicoanálisis. El libro es un texto oficial de la Cienciología. Ha sido coloquialmente llamado Libro Uno (en inglés Book One). Con este libro comenzó el movimiento que en 1950 se definió como una religión. Desde 2013, la editorial New Era Publications vende el libro en más de cincuenta idiomas.
En la actualidad, también se vende con el título Dianética: el poder de la mente sobre el cuerpo (Dianetics: the Power of the Mind over the Body).

## Antecedentes
Antes de la publicación de «Dianética», L. Ron Hubbard fue un escritor prolífico de revistas pulp. Asistió a la Escuela de Ingeniería de la Universidad George Washington, pero no se graduó. Según Hubbard, las ideas de «Dianética» se desarrollaron durante doce años de investigación, aunque muchos de sus amigos en ese momento dijeron que aquello era un mito por completo. La primera vez que se publicaron estas ideas fue en la revista pulp «Asombrosa ciencia ficción» («Astounding Science Fiction»), con el título «Dianética: una nueva ciencia de la mente», en el número de mayo de 1950. Días después, ese mismo mes, publicó el libro  «Dianética: la ciencia moderna de la salud mental». En 1955 publicó una versión más extensa de su artículo con el título «Dianética: la evolución de una ciencia». Esto generó tanto interés que en abril de 1950, Hubbard y el editor de  «Asombrosa ciencia ficción», John W. Campbell, con otras partes interesadas, establecieron la Fundación de Investigación de la Dianética Hubbard. Hubbard afirmó haber escrito «Dianética» en tres semanas. Su velocidad de escritura fue asistida por una máquina de escribir especial que aceptaba papel en un rollo continuo y que tenía teclas dedicadas para palabras comunes como el o pero. Esta máquina de escribir Remington se exhibe en el sitio de peregrinación de la Cienciología de Bay Head, Nueva Jersey. Una versión de libro «Dianética anormal», destinada a la profesión médica, fue rechazada por numerosos editores y por la profesión médica pero una versión pasada a mimeógrafo fue pasando de mano en mano y posteriormente fue vendida con el nombre «Dianética: la tesis original»; el mismo libro es vendido en la actualidad como «La dinámica de la vida». Al igual que otras obras de L. Ron Hubbard, «Dianética: la ciencia moderna de la salud mental» ha sido objeto de modificaciones desde su inicio, por lo que en la actualidad apenas se parece a la edición original de 1950.

## Contenido
Según el académico de religiones Dorthe Refslund Christensen, en la Cienciología este libro representa "la presentación más elaborada de Hubbard sobre la mente humana, sus funciones y los problemas relacionados con estas funciones". El primer capítulo presenta el contexto de la Dianética entre humanos que están preocupados con "encontrar una ciencia de la mente que no solo pueda aislar el denominador común de la vida y el objetivo del pensamiento" sino también aislar la única fuente de "enfermedades extrañas y aberraciones". Hubbard declara que las dos respuestas a la cuestión de la miseria humana a través del tiempo y de las civilizaciones ha sido la religión y las prácticas mágicas y que la sicoterapia moderna que incluye electrochoques y cirugías cerebrales, que, según él, han convertido a los pacientes en "zombis indefensos". Él afirma que la Dianética es la respuesta a este dilema.
En la sección "Cómo leer este libro", L. Ronald Hubbard sugiere leer de inmediato. Una "Nota importante" apareció en ediciones posteriores del libro que aconseja al lector que entienda cada palabra leída. En el libro, Hubbard usa dos definiciones diferentes y contradictorias para la palabra engrama. En el objetivo del hombre, capítulo 5, Hubbard establece los Axiomas Fundamentales de Dianética, entre los cuales está "... El engrama es un momento de 'inconsciencia' que contiene dolor físico o emoción dolorosa y todas las percepciones y no esta disponible para la mente analítica como experiencia". Más adelante en el texto, Hubbard escribe sobre el engrama en una nota al pie de la edición en inglés de 2007 de "Dianética: La ciencia moderna de la salud mental". La nota al pie dice: "... La palabra engrama en Dianética se usa en su sentido estrictamente exacto como un "rastro definitivo y permanente dejado por un estímulo en el protoplasma de un tejido". Se considera como un grupo unitario de estímulos afectados únicamente en el ser celular". En otras palabras, Hubbard toma una definición previamente desacreditada por la biología y la considera una definición de la Dianética.
En Dianética, para explicar las habilidades de un clear, Hubbard hace uso de tropos y expresiones idiomáticas especiales y desvía la atención señalando viejos coloquialismos como el "ojo de la mente". Hubbard utiliza términos como "recuerdo óptimo", "individuo óptimo", "... Lo que un clear puede hacer fácilmente, muchas personas, de vez en cuando, han podido hacerlo parcialmente en el pasado", "... Un clear usa la imaginación en su totalidad," " ... La racionalidad, como divorciada de la aberración, puede estudiarse solo en una persona clear", la inteligencia de un clear está por encima de lo normal, un clear está libre de todas las aberraciones y los atributos de un clear nunca se ha incluido previamente en un estudio del hombre y de las habilidades inherentes del hombre. Después de enumerar todo tipo de bondades sobre el clear, Hubbard finalmente admite "... Hasta que obtengamos clears, sigue siendo oscuro por qué deberían existir tales diferencias" como si nunca se hubiera hecho un clear. L. Ronald Hubbard fue extremadamente apto y capaz de usar estos tropos para presentar la "Dianética".
A través de Dianética y el concepto de engramas, Hubbard afirmó que la mayoría de las enfermedades eran psicosomáticas. Enumeró lo siguiente como causado por engramas: artritis, dermatitis, alergias, asma, dificultades coronarias, problemas oculares, bursitis, úlceras, sinusitis y dolores de cabeza por migraña. Afirmó además que la terapia Dianética podría tratar estas enfermedades, y también incluyó el cáncer y la diabetes como situaciones en las que estaba centrada la investigación de la Dianética.
En 1951 la revista «Informe de consumidor» («Consumer Report») anunció un curso de un mes por 500 dólares, basado en la reciente publicación de la Dianética, abierto a cualquiera que quisiera llegar a clear, el objetivo de la terapia de la Dianética. El «Informe de consumidor» sobre "una nueva secta" situaba a la Dianética lejos de la práctica médica.
Hubbard omite toda la filosofía básica.
Dianética pretende revelar descubrimientos revolucionarios sobre la fuente de enfermedades psicosomáticas, neurosis y otras dolencias mentales, así como una forma exacta e infalible de curarlos permanentemente. Hubbard divide la mente humana en una "mente analítica" que supuestamente funciona perfectamente, y una "mente reactiva" que es incapaz de pensar o hacer distinciones. Cuando la mente analítica está inconsciente, la mente reactiva registra físicamente recuerdos llamados "engramas". Como resultado de todos los estímulos que recibe, la mente reactiva es una masa de engramas, que alimenta los datos incorrectos de la mente analítica que de otro modo serían perfectos. La interpretación errónea de estos engramas de Mente Reactiva por parte de la mente analítica causa daños más adelante en la vida. En realidad, estos engramas causan compulsiones y represiones en la edad adulta. Según Hubbard, una persona se ve afectada en la edad adulta por los efectos inconscientes de estos engramas. Mediante un proceso llamado "Auditoría Dianética", el libro promete que las personas pueden alcanzar un estado sobrehumano llamado "clear" con más coeficiente intelectual, intenciones moralmente puras y una salud mental y física muy mejorada. En agosto de 1950, Hubbard predijo que los clears se convertiría en la nueva aristocracia del mundo, aunque admitió que él mismo no había logrado el estado. En una expectativa acogedora, la «Revista Theosophist» compara el engrama dianético con el átomo teosófico permanente a medida que estos átomos reciben y retransmiten las impresiones recibidas vida tras vida, de modo que a medida que el ego desciende a un nuevo nacimiento, la nueva encarnación recibe las impresiones almacenadas de engramas de vidas anteriores. Como aparentaba ser una nueva ciencia, esto no fue explicitado en «Dianética: la ciencia moderna de la salud mental», pero posteriormente Hubbard exploraría vidas pasadas con la Dianética.
Para la Dianética, el principio dinámico de la existencia es sobrevivir.
En «Dianética», Hubbard menciona la sugestión post-hipnótica. Este fenómeno de la sugestión post-hipnótica se describió ya en 1787. El desarrollo de la psiquiatría dinámica se remonta al encuentro entre el médico Mesmer y el exorcista Johann Joseph Gassner. Según los seguidores de la escuela de psiquiatría dinámica, el advenimiento del hipnotismo marcó el descubrimiento de lo inconsciente.
En el Hospital Naval Oak Knoll, donde estaba siendo tratado por úlceras, Hubbard estudió hipnosis, teoría psicológica y otros temas similares; Hubbard era bastante experto en hipnotismo. Según Hubbard, estaba tratando de encontrar qué hacía que el hipnotismo fuera una variable tan amplia que condujera al descubrimiento de la mente reactiva. El Dr. Roy Grinker y el Dr. John Spiegel desarrollaron la narcosíntesis que fue ampliamente utilizada por los psiquiatras en la Segunda Guerra Mundial. En el libro «Dianética», Hubbard menciona la narcosíntesis o la hipnosis farmacológica. Sin embargo, Hubbard afirmó que la técnica de hipnosis de drogas se conocía desde hace siglos, tanto en la antigua Grecia como en Oriente. La técnica de narcosíntesis no se usa en Dianética aunque Hubbard hubiera sido entrenado en ella mientras estaba en Inteligencia Naval. Una inyección de pentotal de sodio se administra como un suero de la verdad. La técnica se describe en la página 150 de la edición en inglés de 2007 de «Dianética: la ciencia moderna de la salud mental».
El establishment médico rechazó por completo la nueva "ciencia" por falta de pruebas experimentales. La Dianética nunca ha superado ningún rigor científico. En 1953, Harvey Jay Fischer escribió el informe «Terapia Dianética: una evaluación experimental» concluyendo que la Dianética no influye de manera sistemática favorablemente o adversamente en la capacidad de desarrollarse ya sea intelectualmente, matemáticamente o resolviendo conflictos de personalidad. Según el hijo de Hubbard, «Dianética: la ciencia moderna de la salud mental» no es el resultado de ninguna investigación sino la obsesión de un hombre con el aborto y otros fenómenos del inconsciente, especialmente la magia negra y oculta. Hay un capítulo completo en «Dianética: la ciencia moderna de la salud mental» dedicado a demonología. Para mantener la apariencia "científica" del libro, Hubbard desacredita la creencia en los demonios. En el libro, los demonios se explican como circuitos electrónicos. Sin embargo, en los escritos posteriores de Hubbard, comienzan a aparecer entidades que poseen el cuerpo físico del hombre. Estas entidades son espíritus que Hubbard llama "thetanes". Lo que Hubbard afirma es que la demonología es un buen negocio. Una persona es un thetán, pero el cuerpo físico de la persona está poseído por thetanes llamados thetanes corporales. Para ser espiritualmente libre, una persona tendría que auditar a todos esos otros thetanes en el cuerpo y eso requeriría una gran cantidad de tiempo y una gran cantidad de dinero.
Al aconsejar al auditor que no fuera comunicativo, Hubbard estaba divorciando a Dianética de otras psicoterapias, como el psicoanálisis, donde el terapeuta ofrece una interpretación personal de lo que sucede en la mente del paciente.
El cienciólogo Harvey Jackins dijo sobre la terapia de Dianética: "... Los resultados han sido casi uniformes y positivos. Aparentemente, el auditor (oyente o terapeuta) puede ser muy incisivo y directo en la búsqueda de experiencias traumáticas pasadas que continúan estropeando la racionalidad y el bienestar de la persona. Una vez localizado, el agotamiento de la angustia y la revaluación de la experiencia aparentemente conducen uniformemente a una mejora dramática en la capacidad, el tono emocional y el bienestar".
Hubbard consideró que mantener el silencio en torno a personas inconscientes o heridas era de suma importancia en la prevención de la aberración. Después de la publicación del libro, Hubbard se trasladó a Cuba. Ahí, en los hospitales hay carteles en los que pone Hospital Silencio. En una carta fechada el 7 de diciembre de 1950, el hijo de Ernest Hemingway, Greg, escribió a su padre mencionando que el editor del libro iba a venir a Cuba a presentarle a Ernest una copia. La novia del hijo de Hemingway era hija del editor. Greg estuvo trabajando en la Fundación de Investigación de la Dianética. El 14 de diciembre, Hemingway respondió: "[…] El rey de Dianética nunca envió el libro, así que compré uno, pero la señorita Nita lo pidió prestado y todavía está fuera del grupo. Por lo tanto, no he podido practicar saltar de nuevo al útero ni a ninguno de los populares deportes de interior de Nueva York y tengo que seguir escribiéndolos tal como los veo".
Según Martin Gardner, la viabilidad de Dianética se encuentra en el campo de curación por fe ya que la mayoría de los neuróticos reaccionarán positivamente a algo en lo que tienen fe. No hay nada extraordinario en las historias de casos de Dianética, ya que es algo bastante común en la fe curativa.
Finalmente, Hubbard advirtió a aquellos que intentasen auditarse a sí mismos en el proceso de Dianética. Hubbard dijo que eso no se podía hacer porque cada engrama contenía atenuación analítica. Era mejor aprender la técnica de auditación y aplicarla a otros. Cualquier persona que se autoauditase solo lograría enfermar. Sin embargo, en desarrollos posteriores de la técnica de aplicación Hubbard desarrollaría la "auditación solo" para cuando el auditor es pre-clear. En la Dianética y en la Cienciología, la autoauditación siempre tiene una connotación negativa pero la "auditación solo" no. Esta nomenclatura fue un logro de Hubbard.
Hubbard dice en el libro que todas las civilizaciones han tenido dos respuestas a la realidad de la miseria humana: primero, "religión y prácticas mágicas", segundo, "psicoterapia moderna", que según él, "ha superado la brutalidad de la magia y las prácticas religiosas por convertir a los pacientes en zombis indefensos". También dijo que debido a que el hombre no se comprende a sí mismo, ha desarrollado "armas terroríficas", razón por la cual la Tierra está en guerra.

## Publicación inicial
El libro fue publicado por primera vez el 9 de mayo de 1950 por Hermitage House, en la Avenida One Madison, un editor de Nueva York de libros de texto de psiquiatría. El presidente de la editorial, Arthur Ceppos, estuvo en el consejo directivo de la Fundación de Investigación de la Dianética de Hubbard. El libro se convirtió en un best-seller en el país, vendiendo 150 000 copias en un año. Debido al interés generado, se formaron una multitud de "clubes de Dianética" y organizaciones similares con el fin de aplicar las técnicas de Dianética. El propio Hubbard estableció una red nacional de Fundaciones de Investigación Dianetica, que ofrecía capacitación y procesamiento de Dianética por una tarifa. La Dianética se convirtió en una moda nacional y luego fue denunciada por psicólogos.
La primera edición del libro incluyó una introducción de J. A. Winter, M.D., quien se convirtió en el primer director médico de la Fundación de Investigación de la Dianética de Hubbard, un apéndice sobre "el método filosófico" de Will Durant (reeditado de «La historia de la filosofía», 1926), otro sobre "el método científico" por John W. Campbell y un tercero de Donald H. Rogers. Estas contribuciones han sido omitidas de las ediciones del libro desde la década de 1980.

## Recepción
Aunque recibió una respuesta inicial positiva del público, fue duramente criticado por científicos y profesionales de la medicina por sus deficiencias científicas. La Asociación Americana de Psicología emitió una resolución en 1950 diciendo que "el hecho es que estas proclamas no están apoyadas por evidencias empíricas del tipo de las requeridas para el establecimiento de generalizaciones científicas".
Tras un par de reseñas favorables de doctores, la Dianética tuvo reseñas muy hostiles de casi todos. Una reseña temprana en «The New Republic» resumió el libro como "una mezcla audaz e inmodesta de completo sinsentido y sentido común perfectamente razonable, tomada de hallazgos reconocidos desde hace mucho tiempo y disfrazada y distorsionada por una terminología loca y recién inventada" y advirtió de los riesgos médicos: "puede resultar fatal haber confiado demasiado en las promesas de este libro peligroso". Frederick L. Schuman, profesor de Ciencias Políticas en el Williams College en Williamstown, Massachusetts se convirtió en un ferviente seguidor de la Dianética y escribió cartas indignado a «The New Republic» y al «The New York Times». El profesor Schuman escribió un artículo favorable sobre la Dianética en abril de 1951 en el número de abril de 1951 de «Better Homes and Gardens».
El físico Isidor Isaac Rabi, en la reseña del libro para «Scientific American» en 1951, criticó la carencia de evidencia o cualificación, diciendo que "probablemente contiene más promesas y menos evidencia por página que cualquier publicación desde la invención de la imprenta". Un editorial en «Clinical Medicine» resumía el libro como "una rumia de viejos conceptos psicológicos, […] malentendidos, malinterpretados y al mismo tiempo adornados con el halo de la piedra filosofal y de un remedio universal", que había iniciado "un nuevo sistema de charlatanería de dimensiones aparentemente considerables". Según «Consumer Reports» el libro se extiende en las metáforas científicas y cibernéticas, y carece de los informes de casos necesarios, de replicación experimental y de datos estadísticos para respaldar sus audaces afirmaciones.
Estas advertencias fueron repetidas por el psicoanalista Erich Fromm, que comparó la sofisticación de las teorías de Sigmund Freud con las ideas "simplificadas" y "propagandísticas" ofrecidas por "Dianética". La visión extremadamente mecanicista de la mente de este último no tenía necesidad de valores humanos, conciencia o cualquier otra autoridad que no fuera el propio Hubbard. La sicóloga Rollo May ofreció punto de vista similar en «The New York Times» argumentando que "Dianética" sin saberlo ilustra la falacia de tratar de comprender la naturaleza humana mediante modelos matemáticos invariables tomados de la mecánica.
Una reseña del experto en semántica S. I. Hayakawa describió la Dianética como un ejemplo de '"ciencia ficción", lo que significa que toma prestadas varias técnicas lingüísticas de la ciencia ficción para hacer que las afirmaciones fantasiosas parezcan plausibles.
El escritor científico Martin Gardner criticó el "estilo repetitivo e inmaduro" del libro comparándolo con los grandes pronunciamientos pseudocientíficos de Wilhelm Reich. "Nada en el libro se parece remotamente a un informe científico", escribió.
Aleksei Shliapov, columnista del periódico ruso «Izvestia», dijo sobre «Dianética», "Creo que nuestros políticos deberían familiarizarse con este libro, ya que aquí es, por así decirlo, una tecnología sobre cómo hacerse popular, cómo adquirir influencia entre las masas sin tener que parecer una personalidad significativa".
Más recientemente, el libro ha sido descrito por «Salon» como "una diatriba increíblemente aburrida, terriblemente escrita" que cubre la falta de evidencia creíble con mera insistencia y «The Daily Telegraph» lo calificó como "mecánica mental un poco espeluznante" que causaría depresión en lugar de curarla.
Cuando Hubbard escribió el libro en 1950, la homosexualidad se consideraba una enfermedad patológica y en 1951 el «Manual diagnóstico y estadístico de los trastornos mentales» lo consideraba una desviación sexual. Esto se reflejó en pasajes de "Dianética" donde la homosexualidad se considera una enfermedad mental. Además de considerar al homosexual como pervertido sexual, Hubbard también incluye cosas como el lesbianismo, el sadismo sexual y todo el catálogo de Havelock Ellis y Richard von Krafft-Ebing como estar realmente "bastante enfermo físicamente".

## Historia de la publicación
No está claro cuántas ediciones ha habido, pero se dice que al menos 60 impresiones fueron emitidas en 1988, casi todas impresas por la Iglesia de la Cienciología y sus organizaciones relacionadas.
Las ediciones actuales son publicadas por Bridge Publications y New Era Publications, editoriales propiedad de la Cienciología.
Según Bridge Publications, se vendieron 83 millones de copias de "Dianética" en los cuarenta años posteriores a la publicación. Según Nielsen BookScan, el libro ha vendido 52,000 copias entre 2001 y 2005. El libro ha sido comercializado a menudo en formas que son poco habituales para la industria editorial por ejemplo, aparecer como uno de los doce patrocinadores de Goodwill Games bajo un acuerdo de $ 4 millones entre Bridge Publications y Turner Broadcasting System. Bridge Publications también patrocina NASCAR. El cienciólogo Kenton Gray compite en el "Dianetics Racing Team" y su Ford Taurus N.º 27 está decorado con logotipos de la Dianética.
Varias fuentes alegan que las ventas del libro han sido manipuladas por la Iglesia de la Cienciología y sus organizaciones relacionadas, ordenando a los seguidores que compren nuevas ediciones para aumentar las cifras de ventas. Según «Los Angeles Times» en 1990, "las ventas de los libros de Hubbard aparentemente recibieron un impulso adicional de los seguidores de la Cienciología y los empleados de la editorial [Bridge Publications]. B. Dalton y Waldenbooks, compraron grandes cantidades de obras de Hubbard, según ex empleados". Los miembros deben contribuir colocando «Dianética» en las bibliotecas públicas. Sin embargo, «Dianética» no se agregó a la colección de Biblioteca Pública de Brooklyn sobre la base de una reseña negativa.

## Papel en la Cienciología
Los cienciólogos consideran la publicación de «Dianética: la ciencia moderna de la salud mental» como un evento histórico clave para su movimiento y el mundo, y se han referido al libro como "Libro Uno". En la Cienciología, los años están numerados en relación con la primera publicación del libro: 1990, por ejemplo, "40 AD" (After Dianética). El libro se promociona como "un hito para el hombre comparable a su descubrimiento del fuego y superior a sus inventos de la rueda y el arco".
"Dianética" todavía es muy promovida hoy por la Iglesia de la Cienciología y ha sido ampliamente publicitada en televisión y en forma impresa. De hecho, se ha alegado que la Iglesia ha pedido a sus miembros que compren grandes cantidades del libro con su propio dinero, o con dinero suministrado por la Iglesia, con el único propósito de mantener el libro en la lista de superventas de «The New York Times». Hubbard describió el libro como un activo clave para atraer personas a la Cienciología.

## Portada
«Dianética» utiliza la imagen de un volcán en explosión, tanto en las portadas de las ediciones posteriores a 1967, como en la publicidad. Una valla publicitaria gigante construida en Sídney, Australia, medía 33 m de ancho y 10 m de alto y representaba un volcán en erupción con "humo no tóxico". Hubbard le dijo a su personal de marketing que esta imagen haría que los libros fueran irresistibles para los compradores al reactivar los recuerdos inconscientes.
Según Hubbard, el volcán recuerda el incidente en el que el señor galáctico Xenu colocó a miles de millones de su gente alrededor de los volcanes de la Tierra y los mató allí al volarlos con bombas de hidrógeno. Un representante de la Iglesia de la Cienciología confirmó en un tribunal que el volcán de «Dianética» está vinculado a la "catástrofe" provocada por Xenu.